# Lý Văn Sáu
Lý Văn Sáu (5/11/1924 - 30/4/2012) tên khai sinh Nguyễn Bá Đàn là một nhà báo, nhà ngoại giao, là cố vấn và người phát ngôn của Chính phủ lâm thời Cộng hòa miền Nam Việt Nam tại Hội nghị Paris, Tổng biên tập Đài Truyền hình Trung ương (1978–1980).

## Thân thế
Lý Văn Sáu tên khai sinh là Nguyễn Bá Đàn, sinh ngày 5/11/1924 tại làng Yên Nhân, xã Nhân Thành, huyện Yên Thành trong một gia đình nhà nho có truyền thống yêu nước. Cha ông là cử nhân Nguyễn Trọng Thuần, một trí thức nho học, một vị quan thanh liêm, bạn thân thiết của nhà chí sỹ Huỳnh Thúc Kháng, từng bảo vệ, che chở nhiều chiến sĩ cách mạng.

## Hội nghị Pari
Ngay tại cuộc họp báo sau phiên họp đầu tiên của Hội nghị Pari, một nhà báo Mỹ đưa ra một tấm bản đồ khá lớn và hỏi người phát ngôn của Mặt trận Dân tộc Giải phóng Miền Nam Việt Nam: "Mặt trận các ông thường khoe là kiểm soát được tới hai phần ba lãnh thổ Nam Việt Nam, vậy ông vui lòng chỉ cho tôi xem trên tấm bản đồ này các vùng giải phóng đó ở đâu?". Lý Văn Sáu gọn ghẽ trả lời: "Điều ông hỏi cũng là điều Bộ chỉ huy quân sự Mỹ ở Sài Gòn muốn biết. Xin ông hãy đọc thông báo quân sự của Mỹ ngày hôm nay, xem máy bay của họ ném bom nơi nào ở miền Nam Việt Nam, những nơi ấy chính là vùng giải phóng của chúng tôi đấy". Nhiều tiếng vỗ tay tán thưởng trong phòng họp. (Vào thời điểm này, quân Mỹ và Sài Gòn đang ráo riết phản công, đánh phá ác liệt và lấn chiếm phần lớn các vùng giải phóng của ta. Còn máy bay Mỹ, kể cả B52 thì ném bom khắp nơi, ngay cả ngoại vi Sài Gòn).
Tại cuộc họp báo, một nhà báo Pháp hỏi người phát ngôn: "Ông nghĩ gì về việc trưởng đoàn Sài Gòn khoe khoang bản chất tốt đẹp của chính quyền họ?". Lý Văn Sáu đáp: "Con lạc đà chui qua lỗ trôn kim còn dễ hơn chính quyền Sài Gòn tự cho mình là độc lập, dân chủ, yêu nước". Có tiếng cười trong phòng họp. Hôm sau, tờ báo công giáo La Croix viết: "Người phát ngôn Việt Cộng cũng đang dùng ngụ ngôn trong Kinh Thánh".